# Урсула фон Бранденбург
Вижте пояснителната страница за други личности с името Урсула фон Бранденбург.
Урсула фон Бранденбург (на немски: Ursula von Brandenburg; * 25 септември 1450; † 25 ноември 1508, Бреслау) от род Хоенцолерн, е принцеса от Бранденбург и чрез женитба херцогиня на Мюнстерберг и Оелс (Олешница) и графиня на Глац (Клодзко).

## Произход
Тя е най-възрастната дъщеря на Албрехт Ахилес (1414 – 1486), курфюрст на Бранденбург, и първата му съпруга Маргарета фон Баден (1431 – 1457).

## Фамилия
Урсула се омъжва на 9 февруари 1467 г. в Егер за Хайнрих I Стари (1448 – 1498), херцог на Мюнстерберг-Оелс, син на Иржи от Подебради, крал на Бохемия. Двамата имат децата:
- Албрехт I (1468 – 1511), херцог на Мюнстерберг-Оелс
- Георг I (1470 – 1502), херцог на Мюнстерберг-Оелс
- Йохан (1472 – 1497)
- Маргарета (1473 – 1530), ∞ 1494 княз Ернст фон Анхалт-Cerbst (1454 – 1516)
- Карл I Албрехт (1476 – 1536), херцог на Мюнстерберг-Оелс
- Лудвиг (1478 – 1489)
- Магдалена (1482 – 1513)
- Сидония/Зденка (1483 – 1522), ∞ 1515 Улрих фон Хардег († 1535)